# 松澤希美
松澤 希美（まつざわ のぞみ、1989年6月20日 - ）は日本の元女子バスケットボール選手である。長野県出身。ポジションはセンター。180cm。ニックネームは「サチ」。

## 来歴
佐久長聖高校から武庫川女子大学に進学。4年次にはユニバーシアード日本代表に選ばれる。
卒業後、トヨタ紡織に入社。2015年引退。

## 経歴
- 佐久長聖高 - 武庫川女子大 - トヨタ紡織（2012年〜2015年）

## 日本代表歴
- 2011年ユニバーシアード